# سلیمان پاک‌سرشت
سلیمان پاک‌سرشت (متولد ۱ شهریور ۱۳۵۱) جامعه‌شناس ایرانی و دانشیار دانشگاه بوعلی سینا است. او به دلیل پژوهش‌هایش دربارهٔ روش‌شناسی علوم اجتماعی، رئالیسم انتقادی، ارزیابی تأثیر اجتماعی سیاست‌ها و پروژه‌ها و سرمایه اجتماعی شناخته‌شده‌است.

## سمت‌ها
پاک‌سرشت نمایندهٔ سابق وزارت تعاون، کار و رفاه اجتماعی در سازمان بین‌المللی کار است و همچنین پیش‌تر مسئولیت‌هایی چون رئیس سازمان آموزش فنی و حرفه‌ای کشور، معاون فرهنگی و اجتماعی مرکز بررسی‌های استراتژیک ریاست جمهوری و نیز مدیر پژوهش‌های کاربردی دفتر هیئت دولت را برعهده داشته و از بنیانگذاران مرکز افکارسنجی دانشجویان است.

## آثار
- سرمایه اجتماعی در ایران: وضعیت، چالش‌ها و راهبردها، سلیمان پاک‌سرشت، تهران: نور علم، ۱۳۹۴
- بررسی جایگاه مصرف اینترنت در سبک‌های رفتار فراغتی جوانان تهرانی، تهران: پژوهشگاه فرهنگ، هنر و ارتباطات، ۱۳۸۶
- راهنمای بین‌المللی ارزیابی و مدیریت تأثیرات اجتماعی پروژه‌ها، نوشتهٔ فرانک وانکلی و همکاران، ترجمهٔ سلیمان پاک‌سرشت، تهران: همشهری، ۱۴۰۰